# Tynemouth
Tynemouth è un paese della contea del Tyne and Wear, in Inghilterra.